# Миска (заказник)
Ми́ска — ландшафтний заказник місцевого значення, розташований на південно-східній околиці с. Ободівка Гайсинського району Вінницької області.

## Опис
«Миска» або гора Семениха є природно-історичною пам'яткою. Найбільше відомостей про «Миску» зустрічається, починаючи з 13 століття, коли вона була перетворена на укріплення для захисту від монголо-татар. Гора Семениха в природному стані має вигляд перевернутої миски, всередині підвищення є заглиблення. Круті схили були укріплені двома ровами з насипами, які спостерігаються і зараз. Під час огляду місцевості було виявлено шар попелу на глибині до 1 м, а також багато уламків посуду часів скіфсько-сарматського періоду.
За геоботанічним районуванням України (1974 р.) територія належить до Європейсько-Сибірської лісостепової області, Східноєвропейської провінції, Подільсько-Середньо-придніпровської підпровінції, Ямпільсько-Ананьївського округу, Кодимо-Савранського району.
За геоботанічним районуванням (2003 р.) територія входить до Євразійської степової області, Лісостепової підобласті, Східноєвропейської лісостепової підпровінції дубових лісів, остепнених лук та лучних степів, Української лісостепової підпровінції і знаходиться в Південно-Подільському округу дубових лісів та лучних степів.
Для цієї території характерна хвиляста рівнина. В геологічному відношенні заказник приурочений до фундаменту Українського кристалічного щита. Кристалічні породи розташовані на глибині біля 100 м, ближче до поверхні вони підходять лише у північній частині території. Кристалічні породи перекриті крейдовими, неогеновими (вапняки, піщано-глинисті відклади, піски) та антропогеновими (червоно-бурі глини, гіпсоподібні суглинки) відкладами. Рельєф розчленований, сильно розвинені яружно-балкові системи.
Ґрунти піщані, швидко пересихають.
Клімат території помірно-континентальний. Літо довге, зима коротка і тепла, з нестійким сніговим покривом, висота якого коливається в межах 10–25 см в різні роки. Середня температура січня становить — 6 °C. Безморозний період складає 250—260 днів. Влітку температура досягає 20 °C. Кількість опадів — 500 мм/рік.
Рельєф «Миски» та її важкодоступність зумовили збереження степової родинності. Фітоценоз заказника представлений типовою для остепнених луків рослинністю.
У трав'яному покриві зустрічається велика різноманітність бобових рослин, серед яких зростають такі види як лядвенець рогатий, конюшина лучна, конюшина біла, в'язіль різнобарвний, буркун білий, буркун лікарський. З інших видів переважають миколайчики сині, дзвоники круглолисті, чебрець, котячі лапки дводомні, мальва собача рожева, очиток їдкий, празелень звичайна, козельці сумнівні, льонок звичайний, королиця звичайна. Поширені лікарські рослини такі як пижмо звичайне, звіробій звичайний, деревій звичайний, дивина ведмеже вухо (коров'як), собача кропива звичайна, живокіст лікарський, холодок лікарський. Злакові представлені видами: вульпія мишехвоста, тимофіївка лучна, костриця овеча, біловус стиснутий, келерія сиза, пажитниця багаторічна.
Крім зазначених видів поширені: бруслина бородавчата, глід, хміль, терен, шипшина собача, тернослива, маслинка. Також зустрічається рідкісний вид — вишня степова.
У заплавній частині заказника зростає вільха чорна, акація біла, верба плакуча. Трав'яний покрив представлений осокою лісовою та волосистою, пирієм повзучим, стоколосом безостим, тонконогом великим. Також тут зростають конвалія звичайна, копитняк європейський, зірочник лісовий, фіалка дивна, медунка м'яка, темна, ранник вузлуватий, кульбаба, подорожник, цикорій.
У природоохоронному плані об'єкт представляє наукову та естетичну цінність, як територія, що є частиною типового ландшафту Східного Поділля. Крім того заказник стане екологічним ядром місцевої екологічної мережі.

## Галерея

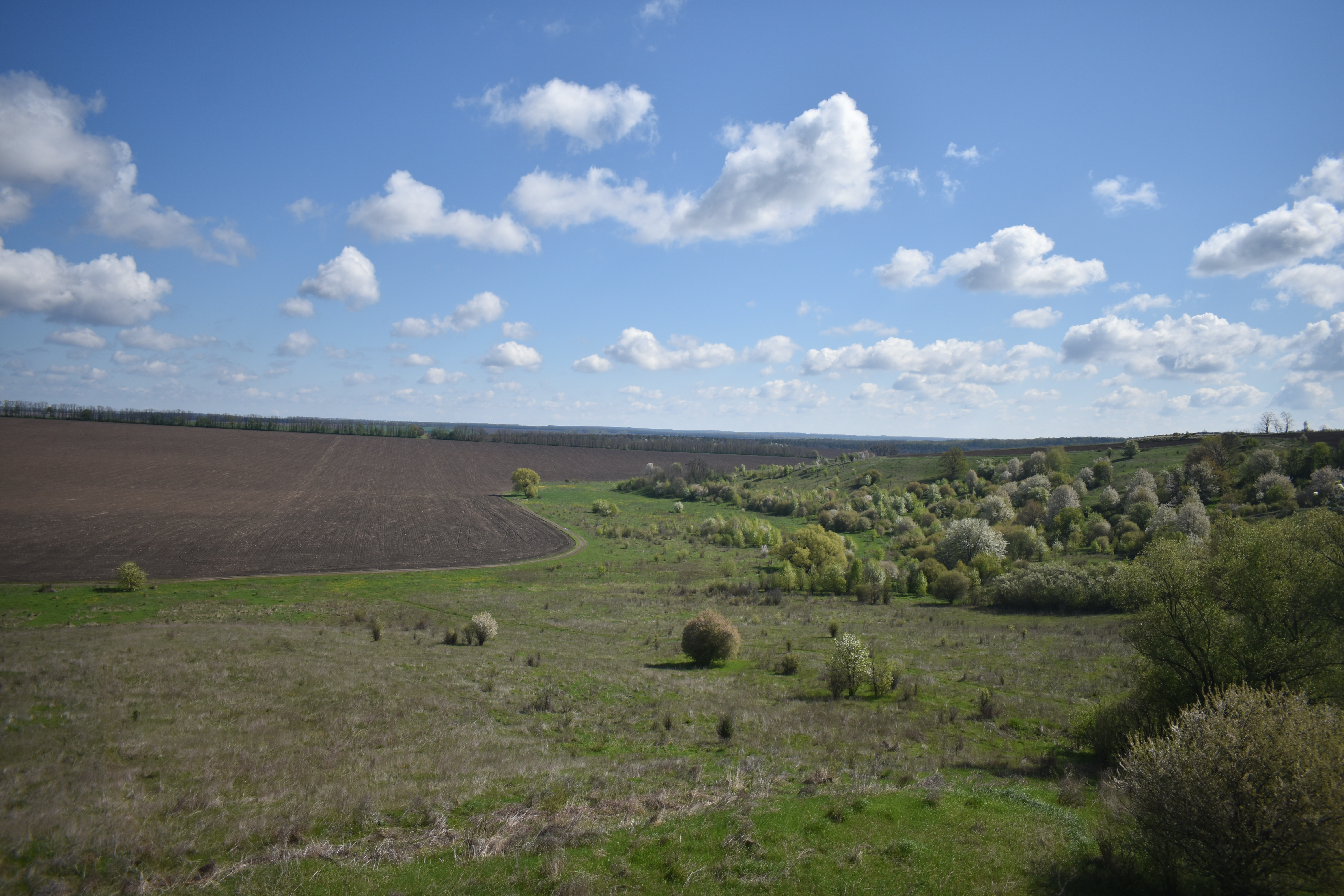
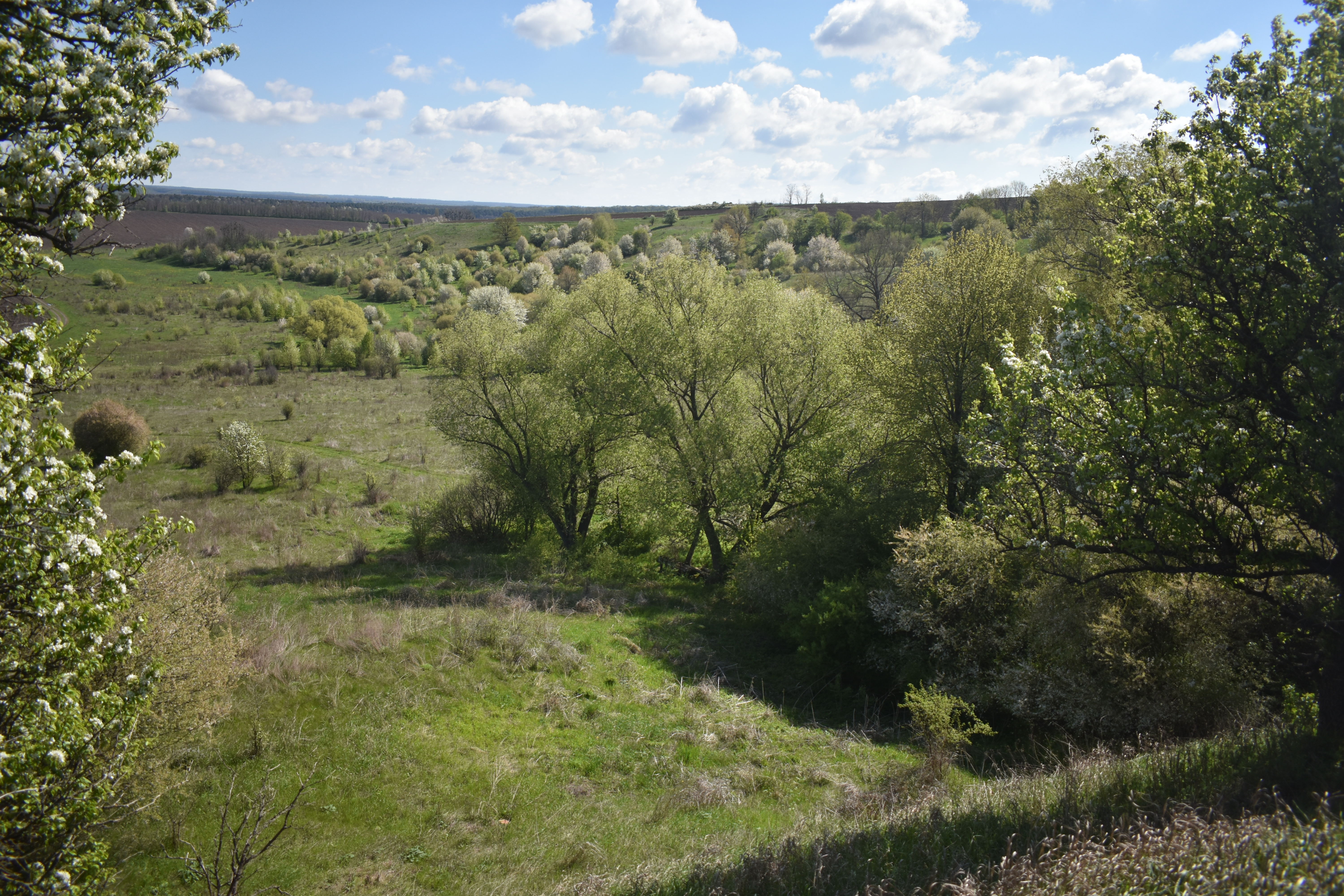
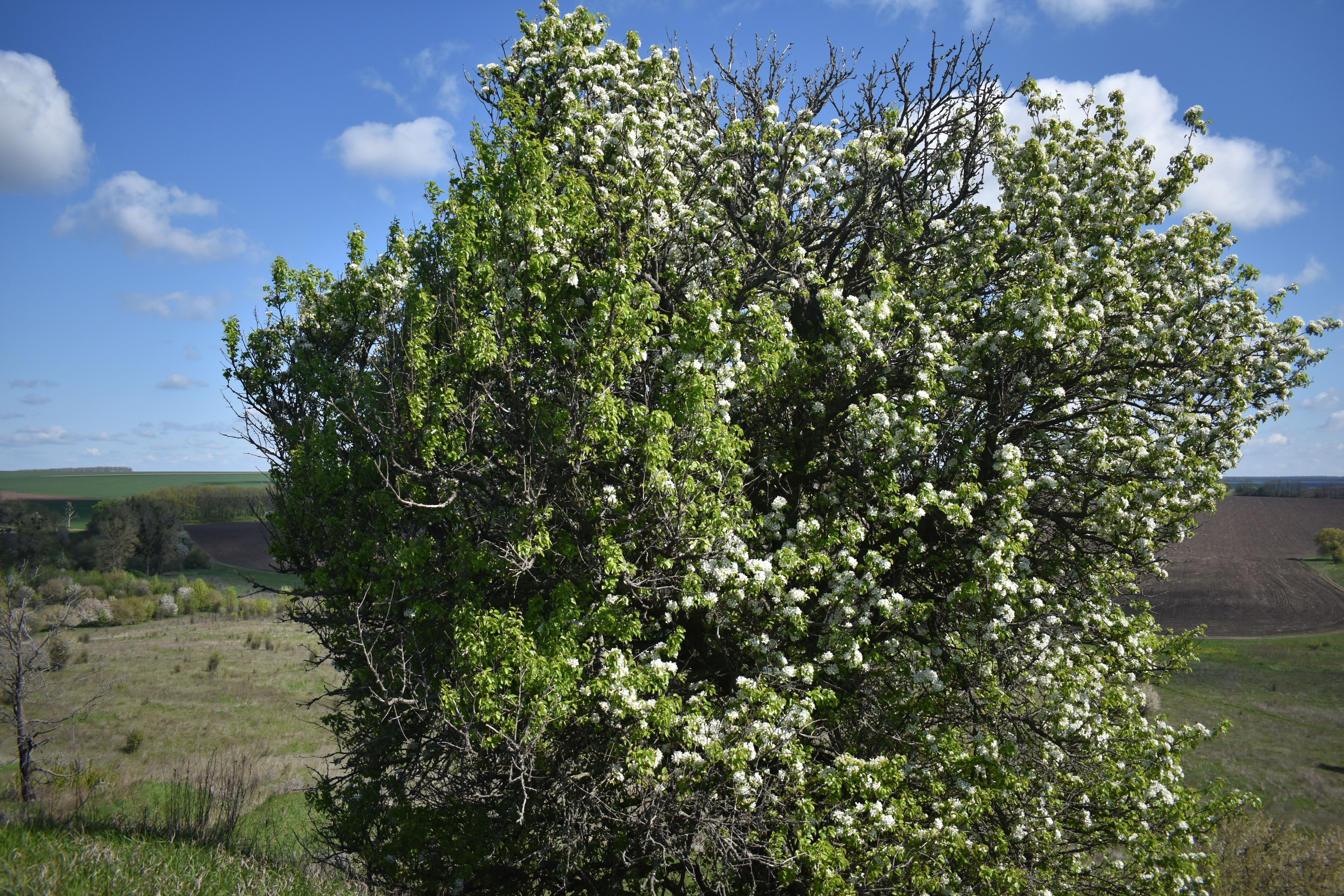
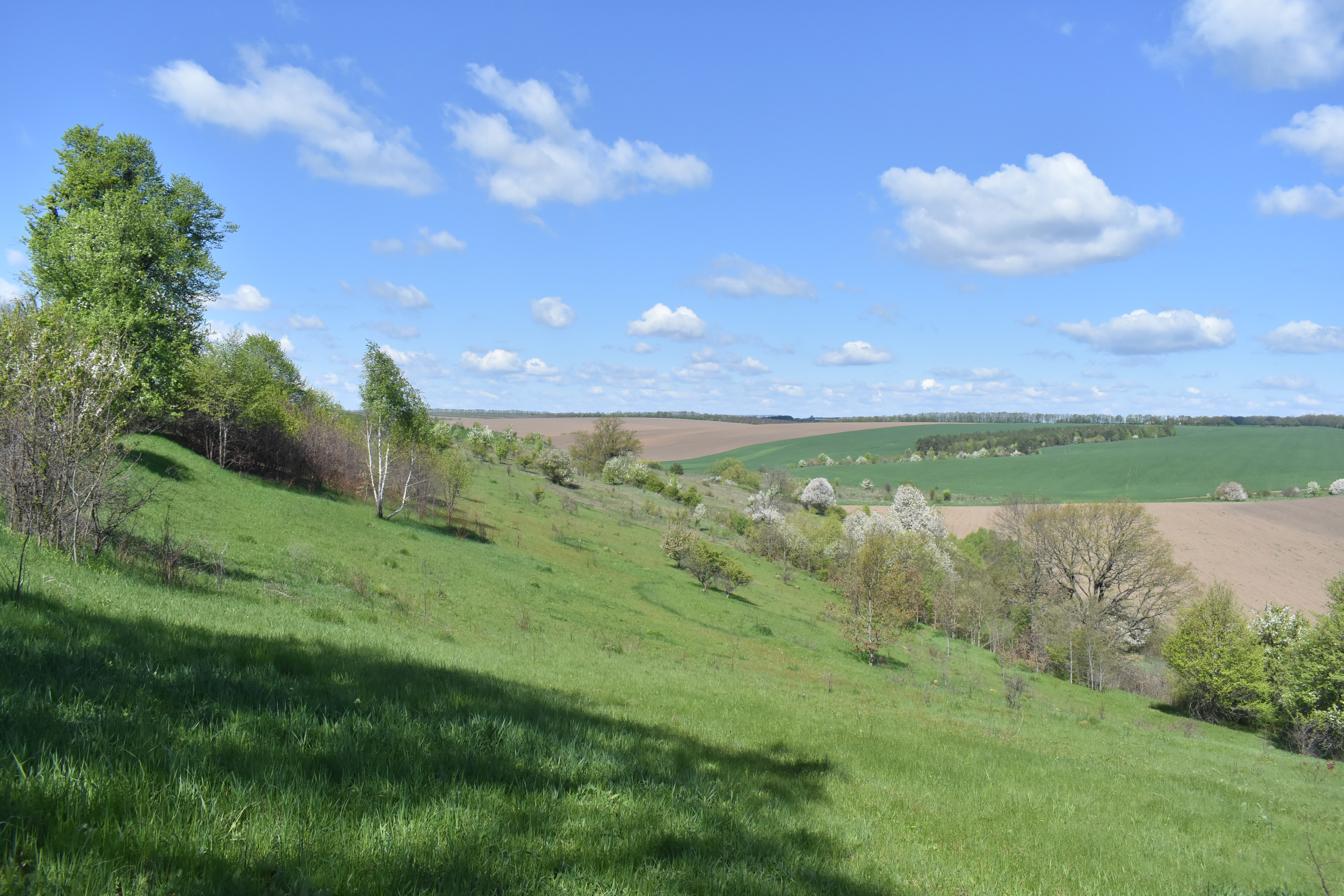
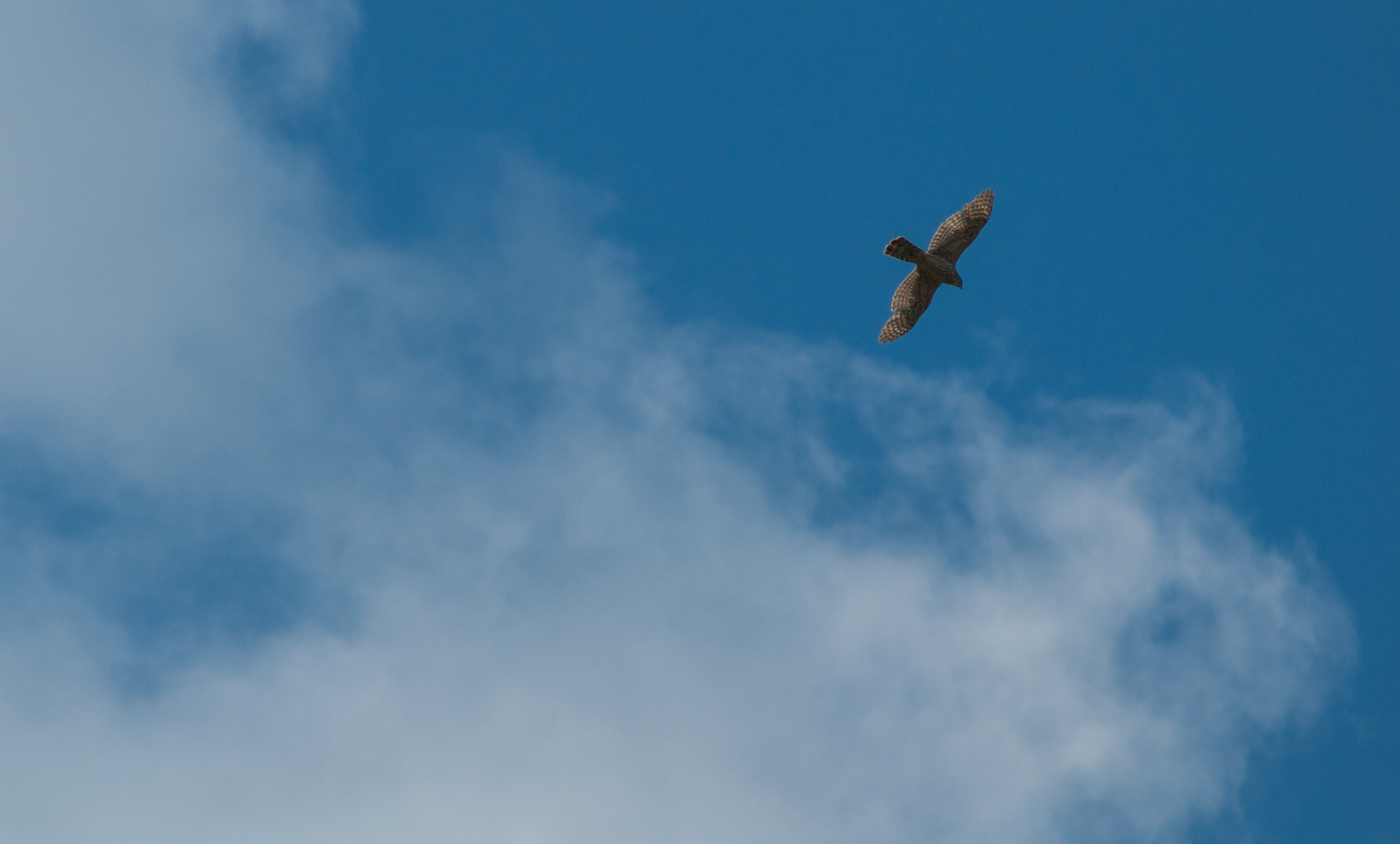